# Большевик (Нижньогородська область)
Большевик (рос. Большевик) — селище в Большеболдинському районі Нижньогородської області Російської Федерації.
Населення становить 222 особи. Входить до складу муніципального утворення Новослободська сільрада.

## Історія
Від 2009 року входить до складу муніципального утворення Новослободська сільрада.

## Населення
| 1999 | 2002 | 2010 |
| ---- | ---- | ---- |
| 320  | ↘270 | ↘222 |